# Holotrichia glabrifrons
Holotrichia glabrifrons är en skalbaggsart som beskrevs av Brenske 1892. Holotrichia glabrifrons ingår i släktet Holotrichia och familjen Melolonthidae. Inga underarter finns listade i Catalogue of Life.